# Иссу, Салах
Салах Иссу — марокканский легкоатлет, который специализировался в беге на длинные дистанции. Бронзовый призёр олимпийских игр 1996 года на дистанции 10000 метров. Чемпион мира 1999 года на дистанции 5000 метров. Бронзовый призёр чемпионата мира 1997 года в беге на 10000 метров. Двукратный серебряный призёр чемпионатов мира по кроссу в 1996 и 1997 годах. На чемпионате мира по кроссу 1995 года занял 3-е место. Участник чемпионатов мира по полумарафону в 1994 и 2001 годах. В 2004 году принял участие в Роттердамском марафоне.
В 1996 году на соревнованиях в Брюсселе установил мировой рекорд в беге на 10000 метров — 26.38,08.

## Личные рекорды
- 3000 метров — 7.28,93
- 5000 метров — 12.50,80
- Полумарафон — 1:01.56
- Марафон — 2:12.45